# Gens Sèxtia
La gens Sèxtia (llatí: Sextia gens) va ser una gens romana d'origen plebeu. No s'ha de confondre amb la gens Sèstia.
El primer membre de la família Sèxtia que va obtenir el consolat va ser Luci Sexti Sextí Laterà l'any 366 aC. Aquest va ser el primer plebeu que va obtenir aquest honor, després que s'establís que un dels cònsols havia de ser sempre un plebeu per les lleis Licínies. Només un altre membre de la família va ser cònsol durant la República: Gai Sexti Calví l'any 124 aC. Els noms d'uns quants membres de la família Sèxtia apareixen en els Fasti consulars en el període imperial. La majoria dels membres de la família es mencionen sense cap cognomen.